# Fenómenos de inestabilidad aerodinámica controlada
El término fenómenos de inestabilidad aerodinámica controlada fue utilizado por primera vez por Cristiano Augusto Trein en el Decimonoveno Simposio KKCNN sobre Ingeniería Civil  celebrado en Kioto - Japón en 2006. El concepto se basa en la idea de que los fenómenos de inestabilidad aerodinámica, como la calle de vórtices de von Kármán, la flutter, el galope y la buffeting, pueden conducirse a un movimiento controlado y utilizarse para extraer energía del flujo, convirtiéndose en un enfoque alternativo para los sistemas de generación de energía eólica.

## Justificación
Hoy en día, cuando se establece un debate en torno al tema de la generación de energía eólica, lo que se aborda con prontitud es la imagen de un gran aerogenerador girando por el viento. Sin embargo, en las últimas décadas ya se han propuesto algunos enfoques alternativos que demuestran que los aerogeneradores no son la única posibilidad de aprovechar el viento para generar energía.
En 1977 Jeffery  experimentó con un sistema de perfil alar oscilante basado en un ala pivotante montada verticalmente que aleteaba con el viento. Farthing descubrió que este aleteo libre podía cesar automáticamente para la protección contra vientos fuertes y desarrolló modelos flotantes y pilas basados para bombear agua de superficie y de pozo, así como para comprimir aire con carga de baterías auxiliar. McKinney y DeLaurier  propusieron en 1981 un sistema denominado wingmill, basado en un perfil aerodinámico horizontal rígido con cabeceo articulado y en picado para extraer energía del flujo. Este sistema ha estimulado a Moores en 2003 a realizar nuevas investigaciones sobre las aplicaciones de dicha idea.
Siguiendo la misma tendencia, ya se han realizado otros estudios, por ejemplo el sistema de generación de energía por aleteo propuesto por Isogai et al. en 2003, que utiliza la inestabilidad de aleteo causada por el viento en una aleta aerodinámica para extraer energía del flujo. En esta rama, Matsumoto et al. fueron más allá, proponiendo mejoras para ese sistema y evaluando la viabilidad de su uso con cuerpos aerodinámicos. Los "motores cometa" de Dave Santos utilizan inestabilidades aerodinámicas.

## Fenómenos de inestabilidad aerodinámica controlada
El viento interactúa con los obstáculos que encuentra a su paso transfiriendo una parte de su energía a dichas interacciones, que se convierten en fuerzas sobre los cuerpos, llevándolos a diferentes niveles de movimiento, que dependen directamente de sus características aeroelástica y geométricas. Se ha realizado un gran número de estudios e investigaciones sobre estas interacciones y sus dependencias, teniendo como objetivo la comprensión de los fenómenos aerodinámicos que surgen debido a ellas, tales como la calle de vórtices de Kármán, el galopeo, el buffeting y el flutter, principalmente en lo que se refiere a cuerpos bluff. Mediante la comprensión de tales fenómenos es posible predecir las inestabilidades y sus consiguientes movimientos, proporcionando a los diseñadores los datos que necesitan para organizar adecuadamente las estructuras.
En la gran mayoría de los casos (por ejemplo, en edificios civiles), estos movimientos son inútiles e indeseables, por lo que todos los planteamientos de diseño se centran en evitarlos. Sin embargo, estas inestabilidades también pueden utilizarse de manera provechosa: si se controlan y se conducen a un movimiento predecible, pueden proporcionar suministro de energía mecánica para hacer funcionar, por ejemplo, turbinas, maquinaria y generadores de electricidad.
Así pues, utilizando los conocimientos adquiridos hasta ahora sobre esas inestabilidades aerodinámicas y desarrollando nuevas características, es posible proponer formas de estimularlas hasta un estado óptimo, utilizándolas con fines de generación de energía. De esta forma, se pueden proponer y desarrollar enfoques alternativos al molino de viento. Farthing Econologica aplica los requisitos prácticos de un molino de viento para reducir considerablemente las posibilidades.